# Andreas Mylius
Pour l’article homonyme, voir Mylius.
Andreas Mylius (né le 12 avril 1649 à Zschepplin, mort le 6 juin 1702 à Leipzig) est un jurisconsulte allemand.

## Biographie
Fils du bourgmestre éponyme de Zschepplin et Eilenburg (à partir de 1669) et son épouse Magaretha Gey de Torgau, il est issu d'une famille qui s'est établie au XVIIe siècle comme une famille influente de citoyens et une dynastie d'érudits. Il fréquente le Gymnasium de Torgau et commence ses études à l'université de Wittenberg en 1667, où il apprend la rhétorique auprès de Konrad Samuel Schurzfleisch notamment et se consacre d'abord aux sciences philosophiques. Mais bientôt il se tourne vers des conférences juridiques.
En 1669, il s'installe à l'université de Leipzig, où il entre principalement en contact avec Georg Tobias Schwanderndörffer. À Leipzig, il acquiert le 24 octobre 1678 avec le traité De contractu libellario la licence de droit et obtient son doctorat en droit le 6 novembre 1679. En 1680, il reçoit la chaire de droit avec le titre de verborum significatione et de reg. Juris et devient professeur des instituts en 1684, poste qu'il occupe pendant dix-huit ans jusqu'à sa mort. De plus, il est conseiller juridique universitaire en 1686, évaluateur à la faculté de droit en 1688 et recteur de l'alma mater aux semestres d'hiver de 1683 et 1695.
De son mariage en 1677 avec la fille d'un bourgmestre d'Eilenburg, Elisabeth Friderici, naissent cinq enfants. Le fils Andreas Friedrich Mylius (1683-1740) sera également jurisconsulte.
En tant qu'éditeur de Maruductio in universum ius canonicum et civile, il est mis à l’Index librorum prohibitorum.